# 볼륨 (음악 그룹)
볼륨(Volume)은 대한민국의 3인조 음악 그룹이다. 2009년 '쓰리줌마'라는 이름으로 데뷔했던 바 있다.

## 방송
- 슈퍼스타K 3 - Top51
- 슈퍼스타K 4 - Top12(10위)

## 음반
- 2008 MBC 대학가요제 (2008)
- 선물 (2009)
- 슈퍼스타 K4 Top 12 Part.1 (2012)